# جاك بلاكهام
جاك بلاكهام (بالإنجليزية: Jack Blackham)‏ (و. 1854 – 1932 م) هو لاعب كركيت، ولاعب كرة القدم ذات القواعد الأسترالية أسترالي، توفي في ملبورن، عن عمر يناهز 78 عاماً.

## جوائز
حصل على جوائز منها:
- لاعب كريكت ويسدن للسنة [الإنجليزية]‏.

## روابط خارجية
- جاك بلاكهام على موقع إي آس بي آن كريك إنفو (الإنجليزية)